# ジャン2世 (オーヴェルニュ伯)
ジャン2世（Jean II d'Auvergne, ? - 1404年9月28日）は、フランスのオーヴェルニュ伯およびブローニュ伯（1386年 - 1404年）。「無能な家長（le Mauvais Ménagier）」と呼ばれた。ジャン1世伯とその妻のジャンヌ・ド・クレルモン（ブルボン公ルイ1世の姪）の間の息子。
コマンジュ伯ピエール・レーモン2世の娘アリエノール・ド・コマンジュと結婚した。妻はリル＝ジュールデン（L'Isle-Jourdain）の領主ベルナール2世の未亡人であった。ジャン2世は妻との間に娘を1人もうけた。
- ジャンヌ2世（1378年 - 1424年） - オーヴェルニュ女伯、1389年にベリー公ジャン1世と結婚、1416年にギーヌ伯ジョルジュ・ド・ラ・トレモイユと結婚